# 1990-es Dakar-rali
Az 1990-es Dakar-rali 1989. december 25-én rajtolt Párizsban és 1990. január 16-án ért véget Dakarban.  A 12. alkalommal megrendezett versenyen 136 motoros, 236 autós és 93 kamionos egység indult.

## Útvonal
A versenyzők 11.420 km megtétele után, Franciaország, Líbia, Niger, Csád, Mali és  Mauritánia érintésével jutottak el a Szenegál fővárosába  Dakarba.
| Szakasz | Dátum                       | Honnan          | Hova        | Össztáv (km) |
| ------- | --------------------------- | --------------- | ----------- | ------------ |
| 1       | december 25.                | Párizs          | Chevilly    |              |
| 2       | december 26.                | Chevilly        | Marseille   |              |
|         | december 27. - december 28. | Utazás Afrikába |             |              |
| 3       | december 29.                | Tripoli         | Gadamés     | 539          |
| 4       | december 30.                | Gadamés         | Ghat        | 707          |
| 5       | december 31.                | Ghat            | Sabha       | 687          |
| 6       | január 1.                   | Sabha           | Tummu       | 641          |
| 7       | január 2.                   | Tummu           | Dirkou      | 504          |
| 8       | január 3.                   | Dirkou          | Ngourti     | 497          |
| 9       | január 4.                   | Ngourti         | Yamena      | 647          |
| 10      | január 5.                   | Yamena          | Nguigmi     | 483          |
| 11      | január 6.                   | Nguigmi         | Agadez      | 780          |
|         | január 7.                   | Pihenőnap       |             |              |
| 12      | január 8.                   | Agadez          | Tahoua      | 483          |
| 13      | január 9.                   | Tahoua          | Niamey      | 431          |
| 14      | január 10.                  | Niamey          | Gao         | 638          |
| 15      | január 11.                  | Gao             | Timbuktu    | 412          |
| 16      | január 12.                  | Timbuktu        | Néma        | 674          |
| 17      | január 13.                  | Néma            | Tidjikja    | 738          |
| 18      | január 14.                  | Tidjikja        | Kayes       | 685          |
| 19      | január 15.                  | Kayes           | Saint-Louis | 838          |
| 20      | január 16.                  | Saint-Louis     | Dakar       | 227          |

## Végeredmény
A versenyt összesen 46 motoros, 64 autós és 23 kamionos fejezte be.

### Motor
|    | Versenyző           | Motor  |
| -- | ------------------- | ------ |
| 1. | Edi Orioli          | Cagiva |
| 2. | Carlos Mas          | Yamaha |
| 3. | Alessandro de Petri | Cagiva |

### Autó
|    | Versenyző       | Motor   |
| -- | --------------- | ------- |
| 1. | Ari Vatanen     | Peugeot |
| 2. | Björn Waldegard | Peugeot |
| 3. | Alain Ambrosino | Peugeot |

### Kamion
|    | Versenyző       | Motor   |
| -- | --------------- | ------- |
| 1. | Villa           | Perlini |
| 2. | Jacques Houssat | Perlini |
| 3. | Kahanek         | Tatra   |